# Alexander Busch
Alexander Busch, né le 25 juillet 2003 à Resenbro au Danemark, est un footballeur danois qui évolue au poste de défenseur central au Silkeborg IF.

## Biographie

### En club
Né à Resenbro au Danemark, Alexander Busch commence le football avec le club de sa ville natale, le Resenbro UIF avant de rejoindre en 2012, à l'âge de 9 ans, le Silkeborg IF, où il poursuit sa formation. Il signe un premier contrat professionnel le 13 mai 2020, d'une durée de trois ans.
C'est avec ce club qu'il fait ses débuts en professionnels, le 15 mai 2021 à l'occasion d'une rencontre de championnat, contre le HB Køge. Il entre en jeu et son équipe s'impose sur le score de quatre buts à un.
Le 19 janvier 2022, Busch prolonge son contrat avec le Silkeborg IF. Il est alors lié au club jusqu'en juin 2026,.
Au début de l'année 2024 Busch est blessé à l'aine, ce qui le tient éloigné des terrains pour plusieurs mois. Son entraîneur à Silkeborg, Kent Nielsen annonce en avril 2024 que Busch ne rejouera pas de la saison et que son retour est espéré à l'été 2024, ce qui prive le club d'un joueur devenu important mais également Busch d'une participation à la finale de la coupe du Danemark.
Busch fait son retour à la compétition le 29 septembre 2024, en entrant en jeu à la place de Younes Bakiz lors d'une rencontre de championnat face au Lyngby BK,. De nouveau blessé début octobre 2024, il est absent des terrains pendant encore plusieurs semaines avant de faire son retour dans le groupe de l'équipe première en décembre 2024.

### En sélection
Alexander Busch représente l'équipe du Danemark des moins de 20 ans, jouant deux matchs en 2023.
Busch joue son premier match avec l'équipe du Danemark espoirs le 17 novembre 2022, lors d'un match amical contre la Suède. Il est titularisé et les deux équipes se neutralisent (2-2 score final).